# The Book of Souls
The Book of Souls — шістнадцятий студійний альбом британського хеві-метал гурту Iron Maiden, виданий в 2015 році.

## Список композицій
| Перший диск | Перший диск                | Перший диск    | Перший диск |
| #           | Назва                      | Автор          | Тривалість  |
| ----------- | -------------------------- | -------------- | ----------- |
| 1.          | «If Eternity Should Fail»  | Дікінсон       | 8:28        |
| 2.          | «Speed of Light»           | Сміт, Дікінсон | 5:01        |
| 3.          | «The Great Unknown»        | Сміт, Гарріс   | 6:37        |
| 4.          | «The Red and the Black»    | Гарріс         | 13:33       |
| 5.          | «When the River Runs Deep» | Сміт, Гарріс   | 5:52        |
| 6.          | «The Book of Souls»        | Ґерс, Гарріс   | 10:27       |

| Другий диск | Другий диск             | Другий диск    | Другий диск |
| #           | Назва                   | Автор          | Тривалість  |
| ----------- | ----------------------- | -------------- | ----------- |
| 1.          | «Death or Glory»        | Сміт, Дікінсон | 5:13        |
| 2.          | «Shadows of the Valley» | Ґерс, Гарріс   | 7:32        |
| 3.          | «Tears of a Clown»      | Сміт, Гарріс   | 4:59        |
| 4.          | «The Man of Sorrows»    | Меррей, Гарріс | 6:28        |
| 5.          | «Empire of the Clouds»  | Дікінсон       | 18:01       |
| 92:11       |                         |                |             |